# 松田正民
松田 正民（まつだ せいみん、1953年4月24日 - ）は日本の政治家。元長崎県議会議員（自由民主党所属、7期）。
父は元衆議院議員であり自治政務次官を務めた松田九郎。

## 概要・略歴
- 1976年（昭和51年）名城大学商学部卒業。
- 1983年（昭和58年）長崎県議会議員初当選
- 1986年（昭和61年）厚生委員長
- 1988年（昭和63年）文教委員長
- 1991年（平成3年）総務委員会委員長、自由民主党長崎県連広報委員長
- 1994年（平成6年）厚生委員長（2回目）
- 1995年（平成7年）議会運営委員長
- 2002年（平成14年）第76代長崎県議会副議長、長崎ベトナム友好協会副会長
- 2003年（平成15年）自由民主党長崎県連政調会長
- 2008年（平成20年）自由民主党議員会長
- 2010年（平成22年）自由民主党長崎県連幹事長

現在は社会福祉法人民生会理事長（平成元年）、NPO法人国際協力支援センター往来理事長（平成15年）を務める。